# Miro Višić
Miro Višić (Knin, 1919. – planina Ozren, 17. srpnja 1943.), hrvatski sudionik NOB, nositelj naslova narodnog heroja

## Životopis
Rođen je 1919. godine u Kninu, u siromašnoj radničkoj obitelji. Njegov otac Štipan rodom iz Miljevaca nedaleko od Drniša selio se od mjesta do mjesta u potrazi za korom kruha za troje djece i Miro je često morao mijenjati životne sredine. Tek kada se Štipan zaposlio kao pekarski radnik u Šibeniku, živio je staloženim životom. Živio je i školovao se u Šibeniku. 
Završio gimnaziju. Osmi razred završio je s odličnim uspjehom i bio je oslobođen polaganja ispita zrelosti. Bio je sekretar mjesnog, a zatim Okružnog komiteta SKOJ-a za sjevernu Dalmaciju. U Zagrebu je upisao Filozofski fakultet. 1939. godine zbog revolucionarnog rada bio je protjeran s fakulteta. Bio je glavni organizator omladinskog pokreta u sjevernoj Dalmaciji.
Nakon kapitulacije kraljevine Jugoslavije 1941., s grupom šibenskih omladinaca iz vojnih objekata izvukao je više pušaka, pištolja, bomba, nešto streljiva i dva puškomitraljeza. U borbu je otišao s Prvim šibenskim partizanskim odredom koji je okupio trideset jednog borca i krenuo je s brda Piska 12. kolovoza 1941. prema Bosni. Polovinom 1942. godine, Štab 4. operativne zone postavio ga je za političkog komesara bataljona „Starac Vujadin“, a početkom 1943. godine za političkog komesara Treće dalmatinske brigade. Budući da je ova brigada pretrpila velike gubitke tijekom bitke na Sutjesci, rasformirana je, a njeno ljudstvo dijelom je upućeno u Drugu dalmatinsku brigadu. Bio je politički komesar, a zatim zamjenik političkog komesara Prvog bataljona Druge dalmatinske brigade.
Zabilježen je ostao njegov postupak tijekom prenošenja ranjenika preko planine Prenja. Iscrpljeni od gladi, napora i zime, iscrpljeni borci padali su pod nosilima. Kada je sve bilo stalo, Miro je predložio članovima štaba brigade da kao osobni primjer svi skupa preuzmu nosila. Cijeli štab podmetnuo je ramena pod nosila. Borcima više nije trebalo zapovijedati. Pod nosilima mnogi su umrli.
U proboju kroz Zelengoru Miro je mnogo doprinio da bataljun izađe iz teške situacije. Osobno je tražio od zapovjednika da bude na čelu bataljuna, a on na začelju i da ne dopuste da im i jedan borac izostane. Imao je konja, ali ga nije jahao nego ga je prepuštao ranjenim drugovima i drugaricama, bolesnim i iznemoglim.
Dana 17. srpnja 1943. godine, Nijemci su s nadmoćnijim snagama napali u selu Katanićima u istočnoj Bosni, nedaleko od Tuzle Prvi bataljon Druge dalmatinske proleterske brigade i uspjeli ga jakom mitraljeskom i minobacačkom paljbom natjerati u jarugu. Borcima je trebalo brzo, jedan po jedan dohvatiti se uzvisine. Miro je pomagao bolesnima izvući se iz jaruge. Ostao je posljednji s drugaricom Mikom Martić. Kada se njih dvoje počelo izvlačiti, pokosio ih je rafal iz neprijateljskog mitraljeza. Tako je Miro Višić poginuo 17. srpnja 1943. godine na planini Ozrenu kao pomoćnik komesara bataljona u borbi protiv 369. legionarske divizije.
Ukazom predsjednika Federativne Narodne Republike Jugoslavije Josipa Broza Tita, 27. studenoga 1953. godine, proglašen je za narodnog heroja.

## Vanjske poveznice
- Hrsvijet[neaktivna poveznica] Stopama pobijenih IV, 1 (6), 2010. dio, pdf
- Stopama pobijenih 7. dio. Glasilo Vicepostulature postupka mučeništva "Fra Leo Petrović i 65 subraće"
- Narodni heroji Jugoslavije na znaci.org